# Opius onzi
Opius onzi är en stekelart som beskrevs av Fischer 1959. Opius onzi ingår i släktet Opius och familjen bracksteklar. Inga underarter finns listade i Catalogue of Life.